# Boban Babunski
Boban Babunski (mac. Бобан Бабунски, ur. 5 maja 1968 w Skopju) – macedoński piłkarz grający na pozycji środkowego obrońcy. W swojej karierze rozegrał 23 mecze w reprezentacji Macedonii i strzelił 1 gola. Wystąpił też w 2 meczach reprezentacji Jugosławii.

## Kariera klubowa
Karierę piłkarską Babunski rozpoczął w klubie Vardar Skopje. W 1985 roku awansował do kadry pierwszej drużyny i w sezonie 1985/1986 zadebiutował w niej w pierwszej lidze jugosłowiańskiej. W lidze Jugosławii grał przez 7 sezonów. Latem 1992 przeszedł do CSKA Sofia. W 1993 roku zdobył z CSKA Puchar Bułgarii.
W 1994 roku Babunski wyjechał do Hiszpanii i przez dwa sezony bronił barw klubu tamtejszej Segunda División, UE Lleida. W 1996 roku odszedł z Lleidy do japońskiej Gamby Osaka. W J-League grał przez 3 sezony.
W 1998 roku Babunski wrócił do Europy i podpisał kontrakt z AEK Ateny. Po sezonie gry w greckiej Alpha Ethniki ponownie trafił do Hiszpanii i występował w tamtejszym drugoligowcu, CD Logroñés. W sezonie 2000/2001 najpierw grał w Chemnitzer FC, w drugiej lidze Niemiec, a następnie w rodzimym Rabotničkim Skopje, w którym zakończył swoją karierę.
| Sezon   | Klub              | Kraj               | Rozgrywki             | Mecze | Bramki |
| ------- | ----------------- | ------------------ | --------------------- | ----- | ------ |
| 1985/86 | Vardar Skopje     | Jugosławia         | Prva liga             | 6     | 0      |
| 1986/87 | Vardar Skopje     | Jugosławia         | Prva liga             | 19    | 0      |
| 1987/88 | Vardar Skopje     | Jugosławia         | Prva liga             | 23    | 1      |
| 1988/89 | Vardar Skopje     | Jugosławia         | Prva liga             | 14    | 0      |
| 1989/90 | Vardar Skopje     | Jugosławia         | Prva liga             | 15    | 1      |
| 1990/91 | Vardar Skopje     | Jugosławia         | Prva liga             | 38    | 5      |
| 1991/92 | Vardar Skopje     | Jugosławia         | Prva liga             | 26    | 7      |
| 1992/93 | CSKA Sofia        | Bułgaria           | A PFG                 | 12    | 1      |
| 1993/94 | CSKA Sofia        | Bułgaria           | A PFG                 | 0     | 0      |
| 1994/95 | UE Lleida         | Hiszpania          | Segunda División      | 31    | 1      |
| 1995/96 | UE Lleida         | Hiszpania          | Segunda División      | 31    | 1      |
| 1996    | Gamba Osaka       | Japonia            | J-League              | 14    | 1      |
| 1997    | Gamba Osaka       | Japonia            | J-League              | 23    | 5      |
| 1998    | Gamba Osaka       | Japonia            | J-League              | 1     | 0      |
| 1998/99 | AEK Ateny         | Grecja             | Alpha Ethniki         | 8     | 0      |
| 1999/00 | CD Logroñés       | Hiszpania          | Segunda División      | 33    | 0      |
| 2000/01 | Chemnitzer FC     | Niemcy             | 2. Fußball-Bundesliga | 8     | 1      |
| 2000/01 | Rabotnički Skopje | Macedonia Północna | Prwa Liga             | 3     | 1      |

## Kariera reprezentacyjna
W reprezentacji Jugosławii Babunski zadebiutował 4 września 1991 w przegranym 3:4 towarzyskim meczu ze Szwecją. W kadrze Jugosławii rozegrał łącznie 2 spotkania. Wcześniej, w 1990 roku, wywalczył z kadrą U-21 wicemistrzostwo Europy U-21.
Po rozpadzie Jugosławii Babunski zaczął grać w reprezentacji Macedonii. Zadebiutował w niej 13 października 1993 roku w wygranym 4:1 towarzyskim meczu ze Słowenią. W barwach Macedonii grał w eliminacjach do Euro 96, MŚ 1998 i eliminacjach do Euro 2000. W kadrze Macedonii od 1993 do 2000 roku rozegrał łącznie 23 mecze i strzelił 1 gola.
| Mecze i gole w reprezentacji | Mecze i gole w reprezentacji | Mecze i gole w reprezentacji | Mecze i gole w reprezentacji | Mecze i gole w reprezentacji | Mecze i gole w reprezentacji | Mecze i gole w reprezentacji |
| #                            | Data                         | Stadion                      | Rywal                        | Wynik                        | Gol                          | Rozgrywki                    |
| Jugosławia                   | Jugosławia                   | Jugosławia                   | Jugosławia                   | Jugosławia                   | Jugosławia                   | Jugosławia                   |
| 1991                         | 1991                         | 1991                         | 1991                         | 1991                         | 1991                         | 1991                         |
| ---------------------------- | ---------------------------- | ---------------------------- | ---------------------------- | ---------------------------- | ---------------------------- | ---------------------------- |
| 1.                           | 04.09.1991                   | Sztokholm, Szwecja           | Szwecja                      | 3:4                          | 0                            | towarzyski                   |
| 2.                           | 30.10.1991                   | Varginha, Brazylia           | Brazylia                     | 1:3                          | 0                            | towarzyski                   |
| Macedonia                    |                              |                              |                              |                              |                              |                              |
| 1993                         |                              |                              |                              |                              |                              |                              |
| 1.                           | 13.10.1993                   | Kranj, Słowenia              | Słowenia                     | 4:1                          | 0                            | towarzyski                   |
| 1994                         |                              |                              |                              |                              |                              |                              |
| 2.                           | 07.09.1994                   | Skopje, Macedonia            | Dania                        | 1:1                          | 0                            | el. ME 1996                  |
| 3.                           | 12.10.1994                   | Skopje, Macedonia            | Hiszpania                    | 0:2                          | 0                            | el. ME 1996                  |
| 4.                           | 17.12.1994                   | Skopje, Macedonia            | Cypr                         | 3:0                          | 0                            | el. ME 1996                  |
| 1995                         |                              |                              |                              |                              |                              |                              |
| 5.                           | 10.05.1995                   | Erywań, Armenia              | Armenia                      | 2:2                          | 0                            | el. ME 1996                  |
| 6.                           | 07.06.1995                   | Skopje, Macedonia            | Belgia                       | 0:5                          | 0                            | el. ME 1996                  |
| 7.                           | 06.09.1995                   | Skopje, Macedonia            | Armenia                      | 1:2                          | 0                            | el. ME 1996                  |
| 8.                           | 15.11.1995                   | Elche, Hiszpania             | Hiszpania                    | 0:3                          | 0                            | el. ME 1996                  |
| 1996                         |                              |                              |                              |                              |                              |                              |
| 9.                           | 27.03.1996                   | Prilep, Macedonia            | Malta                        | 1:0                          | 0                            | towarzyski                   |
| 10.                          | 24.04.1996                   | Skopje, Macedonia            | Liechtenstein                | 3:0                          | 1                            | el. MŚ 1998                  |
| 1997                         |                              |                              |                              |                              |                              |                              |
| 11.                          | 07.06.1997                   | Skopje, Macedonia            | Islandia                     | 1:0                          | 0                            | el. MŚ 1998                  |
| 12.                          | 06.09.1997                   | Wilno, Litwa                 | Litwa                        | 0:2                          | 0                            | el. MŚ 1998                  |
| 1998                         |                              |                              |                              |                              |                              |                              |
| 13.                          | 18.11.1998                   | Ta’ Qali, Malta              | Malta                        | 2:1                          | 0                            | el. ME 2000                  |
| 1999                         |                              |                              |                              |                              |                              |                              |
| 14.                          | 10.02.1999                   | Tirana, Albania              | Albania                      | 0:2                          | 0                            | towarzyski                   |
| 15.                          | 05.06.1999                   | Skopje, Macedonia            | Chorwacja                    | 1:1                          | 0                            | el. ME 2000                  |
| 16.                          | 09.06.1999                   | Dublin, Irlandia             | Irlandia                     | 0:1                          | 0                            | el. ME 2000                  |
| 17.                          | 05.09.1999                   | Belgrad, Jugosławia          | Jugosławia                   | 1:3                          | 0                            | el. ME 2000                  |
| 18.                          | 08.09.1999                   | Skopje, Macedonia            | Jugosławia                   | 2:4                          | 0                            | el. ME 2000                  |
| 19.                          | 09.10.1999                   | Skopje, Macedonia            | Irlandia                     | 1:1                          | 0                            | el. ME 2000                  |
| 2000                         |                              |                              |                              |                              |                              |                              |
| 20.                          | 23.02.2000                   | Skopje, Macedonia            | Jugosławia                   | 1:2                          | 0                            | towarzyski                   |
| 21.                          | 29.03.2000                   | Zenica, Bośnia i Hercegowina | Bośnia i Hercegowina         | 0:1                          | 0                            | towarzyski                   |
| 22.                          | 07.06.2000                   | Teheran, Iran                | Korea Południowa             | 1:2                          | 0                            | LG Cup 2000                  |
| 23.                          | 07.06.2000                   | Teheran, Iran                | Iran                         | 1:3                          | 0                            | LG Cup 2000                  |

## Kariera trenerska
Po zakończeniu kariery piłkarskiej Babunski został trenerem. W latach 2002–2003 był asystentem selekcjonera reprezentacji Macedonii, Nikoli Iliewskiego, a w 2005 roku pomagał innemu selekcjonerowi, Serbowi Slobodanowi Santračowi. Od 23 sierpnia 2005 do 17 lutego 2006 samodzielnie prowadził macedońską kadrę.
W 2008 roku Babunski został szkoleniowcem Rabotničkiego Skopje, którego doprowadził w sezonie 2008/2009 do zdobycia Pucharu Macedonii. W 2009 roku został mianowany selekcjonerem reprezentacji U-21.